# Мидија
Мидија је приморски градић у Турској, на европској обали Црног мора.
Градић је познат по граничној линији Енос - Мидија, која је чинила границу између Османске империје и краљевине Бугарске према лондонском миру којим је окончан Први балкански рат.